# Jimmy Copley
Jimmy Copley, rodným jménem James Copley, (29. prosince 1953 Londýn, Anglie, Spojené království – 13. května 2017 Bristol, Anglie, Spojené království) byl anglický bubeník, který spolupracoval s mnoha významnými hudebníky, mezi které patří i Jeff Beck, Roger Glover, Magnum, Ian Gillan a Glenn Hughes z Deep Purple, Killing Joke, Seal, Tony Iommi nebo Paul Rodgers. Ke konci svého života, od roku 2007, hrál se skupinou Manfred Mann's Earth Band. Roku 2015 mu byla diagnostikována leukémie. Zemřel v roce 2017.

## Vybraná diskografie

### Upp
- Upp (1975)
- This Way Upp (1976)

### Tears For Fears
- Tears for Fears: Live at Knebworth '90 (Change, Badman's Song, Everybody Wants to Rule the World) (1990)
- Going To California (Live from Santa Barbara) (1990)

### Stone Free - Jimi Hendrix Tribute
- Stone Free - Jimi Hendrix Tribute (1993)

### Curt Smith
- Soul on Board (1993)

### Martin Page
- In the House of Stone and Light (1994)

### Pretenders
- Last of the Independents (1994)

### Paul Rodgers
- Live: The Loreley Tapes (live album, 1996)
- Now (1997)
- Now and Live (2CD compilation, 1997)
- Electric (2000)

### Mayfield
- Mayfield (1998)

### Tony Iommi
- Iommi (2000)
- The 1996 DEP Sessions (2004)

### Go West
- The Best Of Go West - Live at the NEC (2001)

### Magnum
- Princess Alice and the Broken Arrow
- Livin' The Dream (2005 Live DVD)

### Jimmy Copley
- Slap My Hand (2008)